# Bordando por la paz

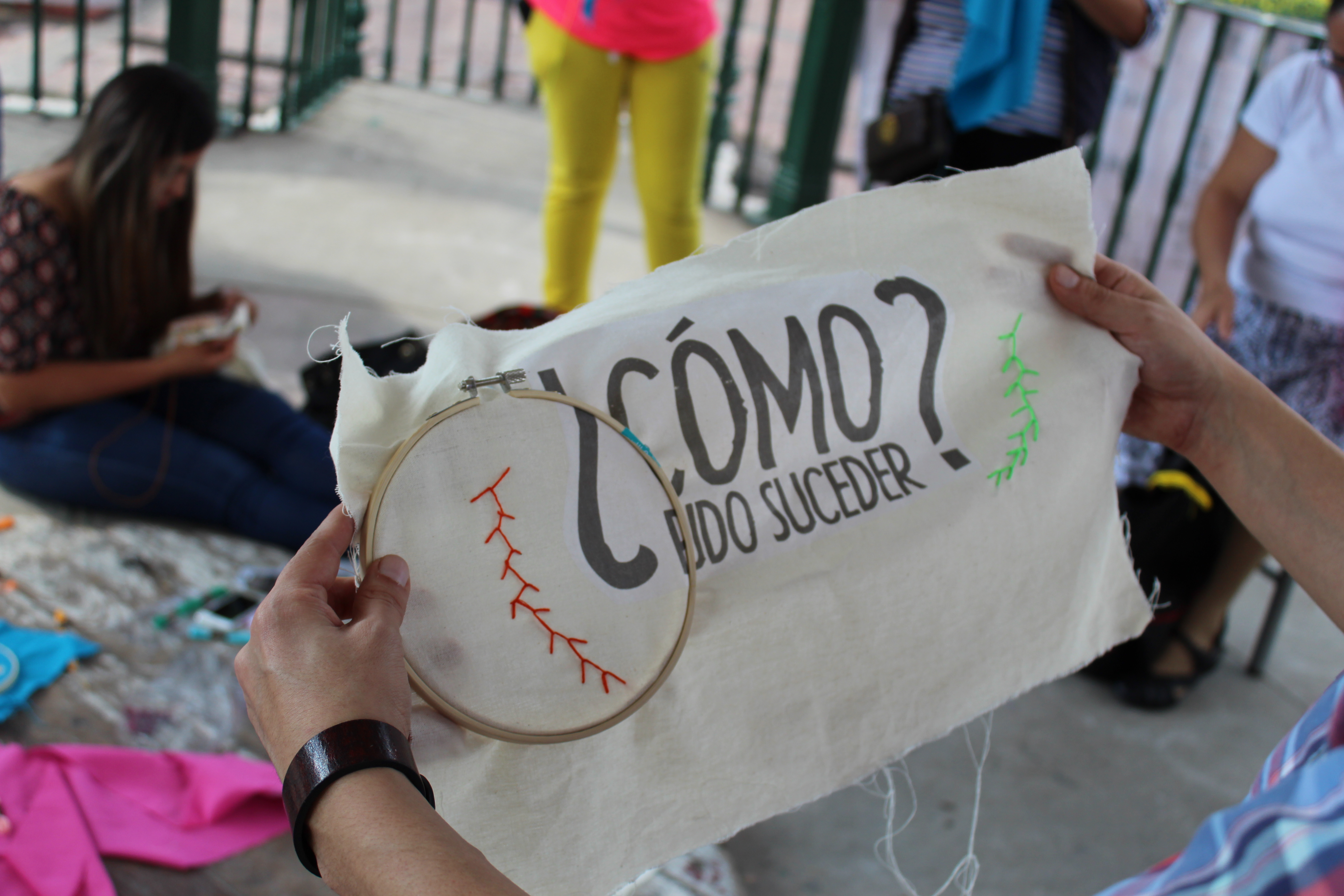
Bordando por la paz en Lagos de Moreno, Jalisco en 2017.

Bordando por la paz o Bordados por la paz es una serie de colectivos y organizaciones civiles nacidas en México para protestar por la violencia, los asesinatos y desaparición de personas. En sus acciones, bordan en pañuelos blancos, los nombres de las víctimas de la violencia en México.

## Historia
Bordando por la paz inició en el año 2011, en la Ciudad de México, como parte de Fuentes Rojas y el Movimiento por la Paz con Justicia y Dignidad de Javier Sicilia, con acciones en marzo de 2011, en las cuales también tiñeron de rojo las fuentes de la Diana Cazadora y el Palacio de Bellas Artes. La convocatoria de Fuentes Rojas, decía:

El colectivo "Fuentes Rojas" propone una acción que consiste en bordar un pañueño con el nombre o descripción de cada uno de los 50 000 muertos de la guerra contra el narco. El objetivo de este proyecto consiste en proponer un acercamiento simbólico a cada una de las tragedias personales que sólo conocemos como espectáculo a través de los medios de difusión.
¡Los pañuelos se mostrarán en las plazas del país! Puedes sugerirnos otras formas de hacerlos públicos. ¡Sin embargo primero, tenemos que juntar a la mayor cantidad de bordadores para lograr el número propuesto!
Convocatoria del 26 de febrero de 2012

Más tarde al movimiento se le unieron diferentes organizaciones y grupos alrededor del país y el extranjero. Los colectivos se han reunido en las ciudades de estados como Oaxaca, Chihuahua, Jalisco, Puebla, Coahuila, Morelos y Estado de México. Sin embargo, aunque las y los bordadores de diferentes lugares no se conozcan físicamente, se encuentran enlazados a través de una red solidaria, la cual está sustentada en blogs y páginas de Facebook en las que difunden sus actividades.

### Ciudad de México
El primer grupo de Bordados por la Paz surgió en la Ciudad de México. Los grupos ciudadanos, alrededor de la organización Fuentes Rojas, se reunían desde 2011 en las plazas de Coyoacán, para bordar pañuelos, recordando a las víctimas del narcotráfico y la violencia del país.

El objetivo del proyecto es, en sus propias palabras, “bordar esperanza y memoria”. Una vez logrado un número considerable de bordados, se mostrarán en las plazas públicas del país.

### Guadalajara
En Guadalajara el proyecto se organizó a través de redes sociales y el colectivo Red por la paz en México. A través de Facebook, se compartían fotografías de personas bordando en el parque, en pañuelos blancos y con hilos rojos los nombres de las víctimas de la violencia.

### Monterrey
En Monterrey, desde 2012, las madres de personas desaparecidas, se comenzaron a reunir los jueves luego de conocerse en los ministerios públicos, frente al palacio municipal de Monterrey, colgando puañuelos bordados junto a una manta que decía "Bordamos por la paz".

### Puebla
En Puebla, el colectivo Bordando por la paz, surgió en junio de 2011, como parte del Colectivo Fuentes Rojas y a partir de un movimiento denominado 'Paremos las balas, pintemos las fuentes', y como un eco del Movimiento por la Paz con Justicia y Dinidad. La artista plástica Rosa Borrás es la fundadora del movimiento de Bordando por la paz de Puebla, ella conoció el movimiento a través de una amiga de 'Fuentes Rojas'.

## El bordado
El proceso de bordado puede variar, pero se suele hacer de forma colectiva. "Hay quienes pasan y dejan tras de sí una palabra o una frase, esperando a que otros lleguen a terminar las breves narrativas que se bordan." En ocasiones, las distintas manos que trabajaron en un pañuelo se reflejan en las distintas tonalidades del bordado que utiliza cada participante. Suele ser un proceso anónimo, pero las personas cuentan sus experiencias. Para algunas personas se trata de un proceso en el que se unen las personas a través de las imágenes y las palabras: “aunque lo que se borda es mortificante, lo que hacemos es vivificante, lo transformamos”.